# Дукејн (Мисури)
Дукејн (енгл. Duquesne) град је у америчкој савезној држави Мисури.

## Демографија
По попису из 2010. године број становника је 1.763, што је 123 (7,5%) становника више него 2000. године.
| Група             | 2000.         | 2010.         |
| Белци             | 1.514 (92,3%) | 1.589 (90,1%) |
| Афроамериканци    | 11 (0,7%)     | 25 (1,4%)     |
| Азијати           | 26 (1,6%)     | 30 (1,7%)     |
| Хиспаноамериканци | 25 (1,5%)     | 59 (3,3%)     |
| Укупно            | 1.640         | 1.763         |